# Habranthus andicola
Habranthus andicola é uma espécie de planta do gênero Habranthus. 